# ARHGEF1
ARHGEF1‏ (Rho guanine nucleotide exchange factor 1) هوَ بروتين يُشَفر بواسطة جين ARHGEF1 في الإنسان.

## الوظيفة
عامل تبادل نوكليوتيدات الغوانين 1 هو عامل تبادل نوكليوتيدات الغوانين (GEF) لبروتين GTPase الصغير RhoA. Rho هو بروتين GTPase صغير غير نشط عند ارتباطه بـ GDP نوكليوتيد الغوانين. ولكن عند التأثير عليه بواسطة بروتينات Rho GEF مثل RhoGEF1، يتم إطلاق GDP هذا واستبداله بـ GTP، مما يؤدي إلى الحالة النشطة لـ Rho. في هذا التكوين النشط المرتبط بـ GTP، يمكن لـ Rho الارتباط ببروتينات وإنزيمات مؤثرة معينة وتنشيطها لتنظيم الوظائف الخلوية. على وجه الخصوص، يعد Rho النشط منظمًا رئيسيًا للهيكل الخلوي للأكتين.
RhoGEF1 هو عضو في مجموعة من أربعة بروتينات RhoGEF معروفة بتنشيطها بواسطة مستقبلات مقترنة بالبروتين G مقترنة ببروتينات G غير المتجانسة الثلاثية G12 وG13. والبروتينات الأخرى هي ARHGEF11 (المعروفة أيضًا باسم PDZ-RhoGEF)، وARHGEF12 (المعروفة أيضًا باسم LARG)، وAKAP13 (المعروفة أيضًا باسم ARHGEF13 وLbc). يعمل بروتين RhoGEF1 المنظم بواسطة مستقبلات البروتين GPCR (وهذه البروتينات المرتبطة بـ GEF) كمؤثر لبروتينات G12 وG13 G. بالإضافة إلى تنشيطه بواسطة بروتينات G12 أو G13 G، تعمل ثلاثة من هذه البروتينات الأربعة RhoGEF (ARHGEF1/11/12) أيضًا كبروتينات تنشيط GTPase من عائلة RGS (GAPs) لزيادة معدل تحلل GTP لبروتينات ألفا G12/G13 (والتي هي نفسها بروتينات GTPase). يزيد هذا الإجراء من معدل إبطال تنشيط البروتين G، مما يحد من الوقت الذي تقوم فيه هذه البروتينات RhoGEFs بتنشيط Rho.
تم التعرف على العديد من المتغيرات المنقولة بالتبادل لهذا الجين، ولكن لم يتم تحديد الطبيعة الكاملة ووظيفة بعض المتغيرات.